# Gammbodtjärnen (Skorpeds socken, Ångermanland)
Gammbodtjärnen är en sjö i Örnsköldsviks kommun i Ångermanland och ingår i Nätraåns huvudavrinningsområde. Sjöns area är 0,042 kvadratkilometer och den är belägen 324 meter över havet.